# Phylloxiphia formosa
Phylloxiphia formosa är en fjärilsart som beskrevs av Schultze 1914. Phylloxiphia formosa ingår i släktet Phylloxiphia och familjen svärmare. Inga underarter finns listade i Catalogue of Life.